# Xorides berlandi
Xorides berlandi är en stekelart som beskrevs av Clement 1938. Xorides berlandi ingår i släktet Xorides, och familjen brokparasitsteklar. Inga underarter finns listade.